# Anne Holmlund
Anne Elisabeth Holmlund, född 18 april 1964 i Björneborg, är en finländsk politiker. Hon var riksdagsledamot för samlingspartiet 2002–2015 och Finlands inrikesminister 2007–2011. Därtill är hon utbildad merkonom. Hon är bosatt i Ulvsby.
Holmlund har varit ledamot av stadsfullmäktige i Ulvsby sedan 1989, och där fullmäktiges ordförande 2001–2002 och 2005–2007.  Hon var ledamot av kommunstyrelsen 1993–2000 och vice ordförande 2003–2004. Hon var medlem i Finlands delegation till Nordiska rådet 2003–2004.
Holmlund är sedan 1991 gift med Jarmo Peltomaa, hennes far var Ilmari Holmlund, en känd politiker från Björneborg. Innan hon började sin politiska karriär jobbade hon inom handeln bland annat som ekonomisekreterare.